# 皎德達鎮區
皎德達鎮區（[tɕaʊʔdədá mjo̰nɛ̀]）為緬甸仰光省皎德达县下辖的一个鎮區。2014年人口29,853人，區域面積0.70平方公里。皎德達鎮區下分9個小區，該鎮區東邊與波達通鎮區接壤；南邊與蘭瑪多鎮區及仰光河接壤；西邊與班貝坦鎮區接壤；北邊則與敏加拉當紐鎮區接壤。
該鎮區擁有眾多的歷史建築，其中包含蘇萊佛塔、仰光市政府、仰光高等法院大樓、斯特蘭德酒店以及各國大使館如美國、英國、澳洲及印度等。仰光三高建築物如盛貿飯店（現為仰光蘇萊香格里拉飯店）、櫻花大廈及中央點大廈（Center Point Tower）都位在此鎮區。許多政府機關都座落在此鎮區。摩訶班都拉公園位在蘇萊佛塔及市政府對面，該公園是皎德達鎮區主要的娛樂場所。
該鎮區擁有5所小學、1所中學以及1所高級中學。該鎮區學生如要就讀高中可能會至波達通及班貝坦等鄰近鎮區的高中就讀。

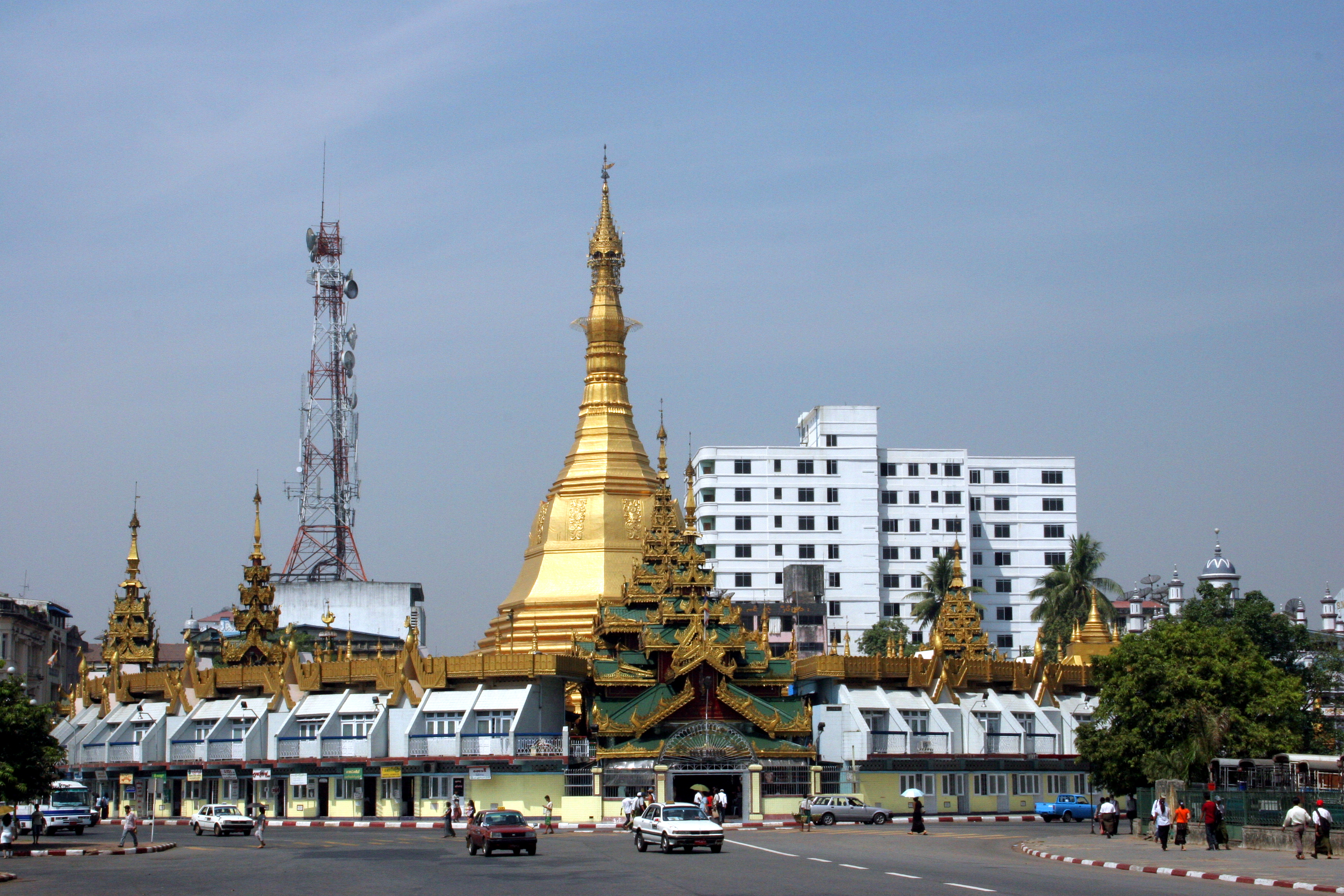
蘇萊佛塔

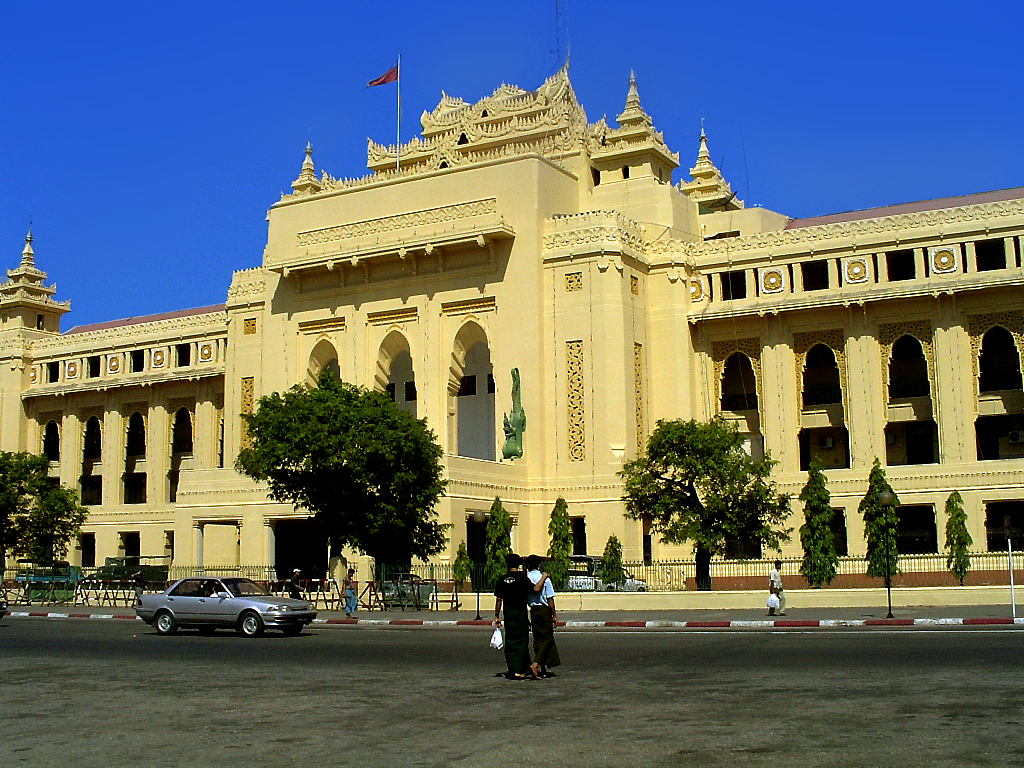
仰光市政府

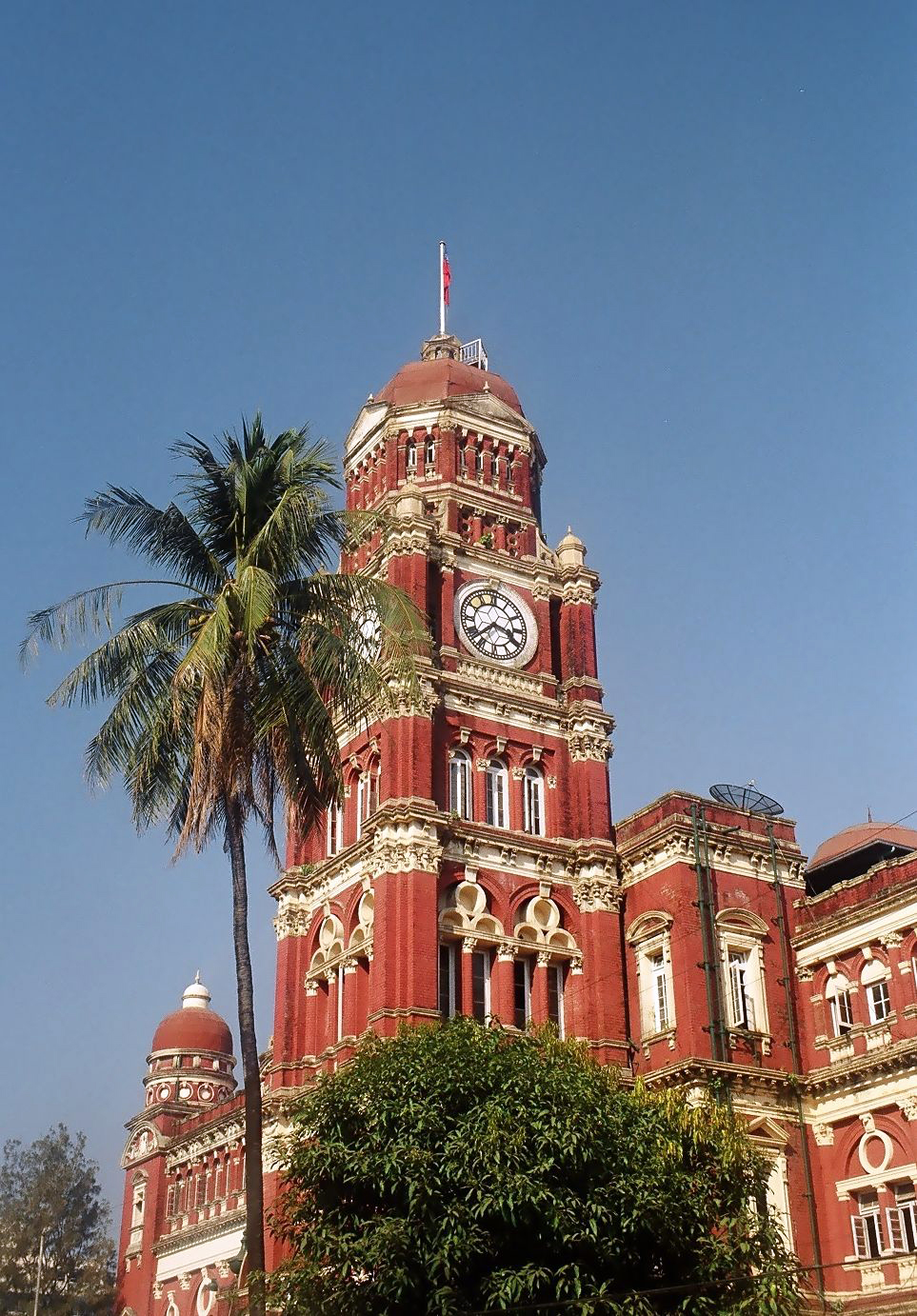
仰光市的原最高法院大樓

## 地標
皎德達鎮區為英屬緬甸時期都市計畫之一部分，該鎮區眾多從英屬緬甸時期留下來的建築地標為其鎮區之亮點，其中包含39個由仰光城市發展委員會所保護的建築地標。
| 建築物                                              | 類型     | 地址                                                     | 備註             |
| --------------------------------------------------- | -------- | -------------------------------------------------------- | ---------------- |
| 緬甸中央銀行                                        | 政府機關 | 蘇萊佛塔路24-26號 （24-26 Sule Pagoda Road）             | 原中央銀行大樓   |
| 中央消防署                                          | 政府機關 | 蘇萊佛塔路137-139號 （137-139 Sule Pagoda Road）         |                  |
| 中央郵政局                                          |          | 波昂鳩路39-41號 （39-41 Bo Aung Kyaw Road）              |                  |
| 中央海軍水文部倉儲                                  | 政府機關 | 斯特蘭路55-61號 （92 Strand Road）                       |                  |
| 仰光市政府                                          | 政府機關 | 摩訶班都拉路 （Maha Bandula Road）                       |                  |
| 海關大樓                                            |          | 斯特蘭路132號 （132 Strand Road）                        |                  |
| 以馬內利浸信會教堂 （Emmanuel Baptist Church）      | 教堂     | 摩訶班都拉公園街411號 （411 Maha Bandula Garden Street） |                  |
| 消防處                                              | 政府機關 | 蘇萊佛塔路127-133號 （127-133 Sule Pagoda Road）         |                  |
| 新聞及公共關係部                                    | 政府機關 | 班索丹路22-24號 （22-24 Pansodan Road）                  |                  |
| 移民署                                              | 政府機關 | 摩訶班都拉公園街416號 （416 Maha Bandula Garden Street） |                  |
| 國稅局                                              | 政府機關 | 班索丹路55-61號 （55-61 Pansodan Road）                  |                  |
| 勞動部                                              | 政府機關 | 班索丹路138-158號 （138-158 Pansodan Road）              |                  |
| 退休保障部                                          | 政府機關 | 銀行街27號 （27 Bank Street）                            |                  |
| 澳洲大使館                                          | 大使館   | 斯特蘭路88號 （88 Strand Road）                          |                  |
| 印度大使館                                          | 大使館   | 麥肯特路545-547號 （545-547 Merchant Road）              |                  |
| 英國大使館                                          | 大使館   | 斯特蘭路80號 （80 Strand Road）                          |                  |
| 美國大使館                                          | 大使館   | 麥肯特路581號 （581 Merchant Road）                      |                  |
| 缅甸最高法院                                        | 法院     | 班索丹路89-133號 （89-133 Pansodan Road）                | 原高等法院大樓   |
| 緬甸內河運輸部                                      |          | 班索丹路44-54號 （44-54 Pansodan Road）                  |                  |
| 衛理公會教堂 （Methodist Church）                   | 教堂     | 塞甘達路239號 （239 Seikkantha Road）                    |                  |
| 飯店旅遊部                                          | 政府機關 | 蘇萊佛塔路77-91號 （77-91 Sule Pagoda Road）             |                  |
| 緬甸農業與鎮區發展銀行                              |          | 麥肯特路526-532號 （526-532 Merchant Road）              |                  |
| 緬甸經濟銀行                                        | 政府機關 | 摩訶班都拉公園街564號 （564 Maha Bandula Garden Street） |                  |
| 緬甸經濟銀行第二分行暨儲蓄銀行第四分行              | 政府機關 | 班索丹路27-41號 （27-41 Pansodan Road）                  |                  |
| 緬甸經濟銀行第三分行                                | 政府機關 | 蘇萊佛塔路15~19號 （15-19 Sule Pagoda Road）             |                  |
| 緬甸進出口公司                                      | 政府機關 | 麥肯特路579號 （579 Merchant Road）                      |                  |
| 緬甸保險                                            | 政府機關 | 蘇萊佛塔路142~144號 （142-144 Sule Pagoda Road）         |                  |
| 緬甸工業發展銀行                                    | 政府機關 | 班索丹路26-42號 （26-42 Pansodan Road）                  |                  |
| 緬甸保險（火災&工程）                               | 政府機關 | 班索丹路128-132號 （128-132 Pansodan Road）              |                  |
| 緬甸郵電                                            | 政府機關 | 班索丹路125-133號 （125-133 Pansodan Road）              |                  |
| 緬甸港務局                                          | 政府機關 | 班索丹路2-20號 （2-20 Pansodan Road）                    |                  |
| Cybermec科學技術部                                  |          | 麥肯特路550-552號 （550-552 Merchant Road）              |                  |
| 斯特蘭德酒店                                        | 飯店     | 斯特蘭路92號 （92 Strand Road）                          |                  |
| 蘇萊佛塔                                            | 佛塔     | 蘇萊佛塔路 （Sule Pagoda Road）                          |                  |
| 遜尼賈瑪孟加拉清真寺 （Sunni Jamah Bengali Mosque） | 清真寺   | 蘇萊佛塔路93號 （93 Sule Pagoda Road）                   |                  |
| 蘇拉特遜尼賈瑪清真寺 （Surti Sunni Jamah Mosque）   | 清真寺   | 三十五街224-228號 （224-228 35th Street）                |                  |
| 仰光省辦公綜合大樓                                  | 政府機關 | 銀行街56-66號 （56-66 Bank Street）                      | 原警察局長辦公室 |
| 仰光省統計局                                        | 政府機關 | 銀行街22-34號 （22-34 Bank Street）                      |                  |
| 仰光省法庭（民事）                                  | 法庭     | 班索丹路1號 （1 Pansodan Road）                          |                  |